# 김윤철 (정치인)
김윤철(金潤哲, 1964년 9월 3일~)은 대한민국의 정치인이다. 합천군의원, 경상남도의원을 지냈으며 제41대 합천군수이다.

## 학력
- 초계국민학교 (졸업)
- 초계중학교 (졸업)
- 마산공업고등학교 (졸업)
- 고려대학교 세종캠퍼스 인문대학 (영어영문학 / 학사)

## 경력
- 합천군체육회 이사
- 합천경찰서 선진질서추진위원
- 민주평화통일자문회의 합천군협의회 간사
- 1998.07~2002.04: 제3대 합천군의회 의원
- 2006.07~2010.04: 제8대 경상남도의회 의원
- 2018.07~2022: 제11대 경상남도의회 의원
- 국민의힘 경남도당 부위원
- 대통령직 인수위원회 국민통합위원회자문위원
- 2022.07~: 제41대 민선 8기 경상남도 합천군수(초선)
- 2022.11~: 제13대 한국세계유산도시협의회 회장
- 2024.07 ~ : 경상남도시장군수협의회 부회장

## 전과
- 수질환경보전법위반, 대기환경보전법위반: 벌금 1,500,000원 - 2000년 1월 10일 선고[1]

## 역대 선거 결과
|  | 38.13% |

|  | 22.03% |

|  | 32.01% |

|  | 12.05% |

|  | 33.73% |

|  | 43.25% |

|  | 63.26% |